# 吉普森 (喬治亞州)
吉普森（英語：Gibson）是一個位於美國喬治亞州格拉斯卡克縣的城市。根據2010年美國人口普查，該地人口為663人，而該地的面積約為2.69平方千米。同時該地也是格拉斯卡克縣的縣治。

## 地理
吉普森的座標為33°13′58″N 82°35′43″W / 33.23278°N 82.59528°W，而該地的平均海拔高度為106米（即348英尺）。